# Anatolij Arseňjev
Anatolij Sergejevič Arseňjev (rusky Анато́лий Серге́евич Арсе́ньев; 13. listopadu 1923 v Moskvě – 16. září 2013 tamtéž) byl sovětský a ruský filozof, psycholog a vysokoškolský pedagog.

## Životopis
Zakončil střední školu se zlatým vyznamenáním. V roce 1941 vstoupil do Rudé armády a bojoval ve Velké vlastenecké válce. V roce 1945 nastoupil do Moskevského obchodního institutu (dnešní Ruské ekonomické univerzity G. V. Plechanovova). V roce 1955 obhájil práci kandidáta filozofických věd a roku 2002 dosáhl hodnosti doktora psychologických věd.
Od roku 1953 působil jako vědecký pracovník ve Filozofickém ústavu AV SSSR.

## Odborné publikace (výběr)
Časopisecké příspěvky
- АРСЕНЬЕВ, А.С., 1993. Размышления о работе С.Л. Рубинштейна «Человек и мир». Вопросы философии. Čís. 5, s. 130–160. Dostupné v archivu pořízeném dne 2014-09-06. (rusky)

## Vyznamenání
- Řád vlastenecké války II. třídy